# Anne Tyler
Anne Tyler, född 25 oktober 1941 i Minneapolis, Minnesota, är en amerikansk författare. 
Tyler växte upp i Raleigh, North Carolina och studerade vid Duke University och vid Columbia University i New York. Hon arbetade som bibliotekarie och bibliograf innan hon flyttade till Maryland. 1963 gifte sig Tyler med den Iranska psykiatern och författaren Taghi Mohammad Modarressi, med vilken hon fick två döttrar, Tezh och Mitra. Modarressi dog 1997. Tyler bor i Baltimore, Maryland, där även de flesta av hennes romaner utspelar sig, ofta över flera decennier av en familjs liv. 
Hennes elfte roman, Breathing Lessons, belönades med Pulitzerpriset 1989. Den tillfällige turisten belönades med National Book Critics Circle Award 1985 och filmatiserades 1988 med William Hurt och Geena Davis i några av rollerna. Hon har varit redaktör för tre antologier: The Best American Short Stories 1983, Best of the South och Best of the South: The Best of the Second Decade.  

### Romaner
- If Morning Ever Comes (1964)
- The Tin Can Tree (1965)
- A Slipping-Down Life (1970)
- The Clock Winder (1972)
- Celestial Navigation (1974)
- Searching for Caleb (1975)
- Earthly Possessions (1977)
- Morgan's Passing (1980)
- Dinner at the Homesick Restaurant (1982)
- The Accidental Tourist (1985)
- Breathing Lessons (1988)
- Saint Maybe (1991)
- Ladder of Years (1995)
- A Patchwork Planet (1998)
- Back When We Were Grownups (2001)
- The Amateur Marriage (2004)
- Digging to America (2006)
- Noah's Compass (2010)
- The Beginner's Goodbye (2012)
- A Spool of Blue Thread (2015)

## Utgivet på svenska
- Jordiska ägodelar (1978) Översättning Sonja Bergvall
- Segla efter stjärnorna (1980) Översättning Kerstin Hallén
- När Morgan går förbi (1981) Översättning Sonja Bergvall
- Den andre brodern (1982) Översättning Kerstin Hallén
- Restaurang Hemlängtan (1983) Översättning Sonja Bergvall
- Den tillfällige turisten (1986) Översättning Sonja Bergvall
- På jakt efter Caleb (1988. Tidigare betitlad Den andre brodern.) Översättning Kerstin Hallén
- Djupandning (1989) Översättning Annika Preis
- Arvet efter Danny (1992) Översättning Kerstin Hallén
- Utan bagage (1995) Översättning Kerstin Hallén
- Lapptäcksplaneten (1999) Översättning Annika Preis
- Förr när vi var vuxna (2002) Översättning Kerstin Hallén
- Ett amatöräktenskap (2005) Översättning Ingegerd Thungström
- Och var hör du hemma? (2007) Översättning Ingegerd Thungström
- Påminnerskan (2010) Översättning Ingegerd Thungström
- Farväl för nybörjare (2013) Översättning Ingegerd Thungström
- Den blå tråden (2015) Översättning Karin Andrae

## Filmatiseringar
- Den tillfällige turisten (1988)
- Breathing Lessons (TV) (1994)
- Saint Maybe (TV) (1998)
- A Slipping-Down Life (1999)
- Earthly Possessions (TV) (1999)
- Back When We Were Grownups (TV) (2004)

## Priser och utmärkelser
- Pulitzerpriset för skönlitteratur 1989 för Breathing Lessons